# Cyphostemma megabotrys
Cyphostemma megabotrys là một loài thực vật hai lá mầm trong họ Nho. Loài này được (Collett & Hemsl.) B.V.Shetty miêu tả khoa học đầu tiên năm 1989.